# Paragnetina insignis
Paragnetina insignis är en bäcksländeart som beskrevs av Banks 1939. Paragnetina insignis ingår i släktet Paragnetina och familjen jättebäcksländor. Inga underarter finns listade i Catalogue of Life.